# Hypericum davisii
Hypericum davisii är en johannesörtsväxtart som beskrevs av Robson. Hypericum davisii ingår i släktet johannesörter, och familjen johannesörtsväxter. Inga underarter finns listade i Catalogue of Life.